# Фридрих I (герцог Верхней Лотарингии)
Фридрих I (Фредерик I, Ферри I; фр. Frédéric I, нем. Friedrich I; 910/915—17 июня 978) — граф Бара с 950-х, Шомонтуа, Шарпенье, Сулозуа, штадграф Меца, герцог Верхней Лотарингии с 959 года; сын пфальцграфа Лотарингии Вигериха и Кунигунды; родоначальник Барруанской линии Вигерихидов.

## Биография

### Правление
Впервые в источниках Фридрих появляется в 939 году. В 942 году он упомянут с титулом «герцог Лотарингии», однако в действительности герцогом был назначен его единоутробный брат Оттон I Верденский.
В 951 году Фридрих был помолвлен с Беатрисой Французской, дочерью Гуго Великого, герцога Франции и Гедвиги Саксонской, сестры короля Восточно-Франкского королевства Оттона I. Брак состоялся в 954 году. Этот брак принёс Фридриху в качестве приданого владения аббатства Сен-Дени в Лотарингии, в том числе и аббатство Сен-Мийель. В попытке создать собственные владения Фридрих обменял епископу Туля Гозлену некоторые владения, благодаря чему у него в руках оказалось графство Бар (Бар-лё-Дюк, лат. Barrum Ducis, фр. Barrum Ducis, Bar-le-Duc). Также он владел ещё несколькими графствами (Шамонтуа, Шарпенье, Сулозуа), что увеличивало его силы. Он построил несколько замков на границе между Францией и Германией, в том числе и замок Файнс.
В 959 году в Лотарингии вспыхнул крупный мятеж знати, недовольной политикой герцога Бруно, приказавшего разрушать замки сеньоров, промышлявших разбоем, а также обложивший знать крупным налогом. Для подавления мятежа и для сдерживания лотарингцев на будущее, Бруно разделил герцогство на две части: Верхнюю Лотарингию (лат. Lotharingiae Mosellana) и Нижнюю Лотарингию (лат. Lotharingiae Mosana). Области Трира, Меца, Туля и Вердена находились в непосредственной зависимости от императора Оттона I. Во главе каждого герцогства Бруно поставил заместителя с титулом «вице-герцог». Вице-герцогом Верхней Лотарингии стал Фридрих, жена которого приходилась племянницей Бруно. Фридрих оказался верным сторонником Бруно и Оттона.
После смерти Бруно в 965 году Лотарингия оказалась под прямым управлением императора Оттона I.
В 977 году новый император Оттон II Рыжий дал Фридриха титул герцога Верхней Лотарингии. Однако в следующем году Фридрих умер.

### Брак и дети
Жена: с 954 года Беатриса Французская (938—23 сентября после 987), дочь герцога Франции Гуго Великого. Дети:
- Генрих (955—972/978)
- Тьерри (Дитрих) I (ок. 965—1026) — граф Бара и герцог Верхней Лотарингии с 984 года
- Адальберон II (умер в 1005) — епископ Вердена в 984 году, епископ Меца с 984 года
- Годфрид
- дочь; муж: Бертольд I Рейсенбургский (ок. 935 — ок. 999), граф Гайзенфельда, пфальцграф Баварии